# 청량리역 렉스프라임
청량리 렉스프라임(Chungryangri Rexprime)은 대한민국 서울특별시 동대문구 전농동 620-6 외 2필지에 개발 중인 총 1개동의 복층형 오피스텔이다. 청량리역 5번 출구 주변에 건설되었고 착공은 2021년에 하여 2023년에 완공되었다. 세대수는 287세대다. 시행사와 시공사는 케이디종합건설, 신탁사는 우리자산신탁이 맡고 있다.

## 역사
케이디종합건설은 중견 건설사로 왕십리, 마곡, 동묘, 황학동 등에 오피스텔을 분양했다.

## 특징
청량리역5번 출구 주변에 위치한 최고 20층 주상복합이며 청량리역 일대 오피스텔 중에서 유일한 복층형 구조를 가지고 있다. 이 오피스텔은 현재 롯데 재개발 사업과 도시재정비 사업이 활발한 전농동 부지에 위치하게 된다.

## 내부 시설
이 건물에는 상가와 오피스텔의 시설이 들어서며, 오피스텔 287세대와 상가 48실으로 구성되어 있다. 주변으로 청량리역, 롯데백화점, 종합시장 등이 자리하고 있다.
| 층수                | 용도               |
| ------------------- | ------------------ |
| 지상 4층 ~ 20층     | 오피스텔           |
| 지하 2층 ~ 지상 3층 | 상가, 근린생활시설 |